# ایستگاه متروی پیروزی
ایستگاه متروی پیروزی، یکی از ایستگاه های خط چهار مترو تهران است. این ایستگاه در خیابان پیروزی، قبل از خیابان شهید حسن پورمند واقع شده‌ است.
این ایستگاه در سال ۱۳۹۰ توسط شهردار تهران محمدباقر قالیباف افتتاح شد.
مساحت فضای سر پوشیدهٔ این ایستگاه بالغ بر ۵۲۹۰ متر مربع است.